# Pulau Panggung (Tanjung Sakti Pumi)
Pulau Panggung is een bestuurslaag in het regentschap Lahat van de provincie Zuid-Sumatra, Indonesië. Pulau Panggung telt 1030 inwoners (volkstelling 2010).